# Luz Verde
Luz Verde es un grupo de Rock venezolano residente en Barcelona ganador del premio Sol Dorado y nominado a los premios Grammy Latino 2014 por Mejor Álbum de Rock

## Historia
Luz Verde es un grupo de rock and roll original de Caracas, Venezuela formado en 1995 que actualmente reside en Barcelona, España. Sus integrantes son Willbert Álvarez (guitarra y voz), Eduardo Benatar (batería) y Carlos Mendoza (guitarra y voz). Pedro Misle (bajo) estuvo desde los comienzos hasta 2013.

En 1998 editan su primer EP, titulado “Luz Verde”, con seis canciones en formato casete, cuyo tiraje se agotó en pocos meses. Al año siguiente comenzaron a grabar su primer disco Cinema Cero, editado en 2000. Se extrajeron dos sencillos, “Todo Está Bien” y “Manela”. Ganan el Premio Sol Dorado como “Mejor Agrupación de Rock” de Venezuela para ese año.

Su segundo disco Rocanrol es editado en 2003 y la banda se muda a España al año siguiente. El disco o fue editado oficialmente en España pero se lograron vender más de 1000 copias en los conciertos de la banda entre el 2004 – 2007. En ese mismo año logran dos apariciones en la prestigiosa revista Rolling Stone.

Su tercer disco, Manual de Buenas Costumbres, es editado en 2008, por MUSIC HIT FACTORY, y producido por Roger Rodes (Macaco). Su sencillo "Luna de Papel"  entró en rotación en 40 Principales Cataluña. El videoclip de esta canción es programado por MTV España y se mantiene en MTV Hot durante más de 8 semanas.

En Venezuela el Manual de Buenas Costumbres es un éxito, se logran rotar 5 sencillos en radio, la banda realiza 3 giras nacionales y el disco es elegido en el 2009 como un de los 10 discos más influyentes del rock venezolano.

Su cuarto disco, En Llamas, es grabado y editado en 2010. Producido por Rodes y masterizado por Chris Athens. Editado por ANEWLABEL con distribución PIAS. De este álbum se han extraído un total de 8 sencillos, 5 de los cuales han entrado en la lista de los diez más populares del pop venezolano, y sirvió de plataforma para 3 giras nacionales. En Llamas les lleva también a México, donde realizan un total de 5 conciertos en 8 días en la capital azteca. En España, el grupo sirvió de telonero de la gira nacional de Los Suaves y se presentó en varias ciudades del territorio español.

El sencillo "Cenando con el Diablo" les llevó a los platós de las televisiones españolas TVE y La Sexta, en esta última cerrando el ciclo de directos del programa BUENAFUENTE en junio de 2011. En Llamas es acompañado de un videoclip grabado durante la nevada ocurrida en  Barcelona en marzo de 2010.

El quinto disco, El Final del Mundo Vol.I, es editado por Discos La Produktiva. AL BORDE, primer sencillo del disco, llega al No. 3 en el Circuito Mega y No. 1 en Hot 94 FM. "Un Clavo Saca Otro Clavo" y "Lluvia", ambos al Top10 también. Gira venezolana celebrando 18 años de carrera en junio de 2013.

Su sexto disco, El Final del Mundo Vol.II: Nada es Imposible eseditado por MUSIC HIT FACTORY en 2014, y la fiesta de lanzamiento se realiza en mayo de ese año en Hard Rock Café Barcelona El sencillo, "Humo Dorado", entra al Top 7 en la cartelera del Circuito Mega.

En septiembre de 2014 la banda es nominada a los Latin Grammys en la categoría 'Mejor Álbum de Rock'. 

## Discografía
- Álbumes de estudio

| Año  | Álbum                                        |
| ---- | -------------------------------------------- |
| 2000 | Cinema Cero                                  |
| 2004 | Rocanrol                                     |
| 2008 | Manual de Buenas Costumbres                  |
| 2010 | En Llamas                                    |
| 2012 | El Final del Mundo Vol. I                    |
| 2014 | El Final del Mundo Vol II: Nada es Imposible |
| 2021 | Vida                                         |